# Anomala daimiana
Anomala daimiana är en skalbaggsart som beskrevs av Edgar von Harold 1877. Anomala daimiana ingår i släktet Anomala och familjen Rutelidae. Inga underarter finns listade i Catalogue of Life.